# Зиков Євген Кирилович
Зиков Євген Кирилович (нар. 20 лютого 1932, Україна — †3 лютого 1957, Антарктида) — студент-практикант п'ятого курсу Державної морської академії імені адмірала С. О. Макарова (Санкт-Петербург), який загинув в Антарктиді поблизу наукової станції «Мирний».

## Життєпис
Народився 20 лютого 1932 року в селі Баранівка Семенівського району на Чернігівщині в багатодітній родині.
Навчання починав у районному центрі Іскітим Новосибірської області, куди батьки переїхали в 1933 році. У 1949 році родина повернулася в Україну й оселилася в місті Ніжині Чернігівської області, де Євген продовжив навчання в міській середній школі № 7.
У 1952 році вступив до Ленінградського вищого інженерного морського училища ім. адмірала Макарова на судноводійний факультет. Як студент-практикант був зарахований до складу 2-ї РАЕ, що формувалася в Калінінграді. У грудні 1956 року експедиція відправилася в далекий рейс на борту дизель-електрохода «Лєна».

## Далекий рейс дизель-електрохода «Лєна»
На початку грудня 1956 року дизель-електрохід «Лєна» відправився у свій далекий рейс із Калінінградського порту. Спочатку маршрут пролягав через Кільський канал, Північне море і Нідерланди, де стоянка тривала майже тиждень. Далі — міста Фліссінген, Міддельбург, протока Ла-Манш, що єднає Північне море з Атлантичним океаном. На далекій відстані — береги Англії та Франції. Потім — Біскайська затока й берег Іспанії. Наприкінці грудня «Лєна» підійшла до північно-західних берегів Африки. Уночі пройшли повз Канарські острови. Перетнули тропік Рака. Попереду — узбережжя французької західної Африки. Порт Дакар — столиця Сенегалу.
Першого січня 1957 року електрохід перетнув екваторіальний кліматичний пояс. Після стоянки в південноафриканському порту Кейптаун він став на курс до наукової станції Мирний. Перетнувши меридіан Мису Доброї Надії, він увійшов до Індійського океану, район островів Принц Едвард.

## Трагічна подія
3 лютого 1957 року на відстані трьох кілометрів на захід від наукової станції Мирний трапилася катастрофа. Під час розвантаження судна величезний шмат льодового бар'єру несподівано впав у море. Обірвалися кормові швартові. За якусь мить провалилися під воду тисячі тонн льоду. Ця маса потягла за собою людей і вантаж: бочки з пальним, дерев'яні балки, металеві труби. Пролунав сигнал тривоги. У крижаній воді опинилися дев'ять осіб. Негайно почалися роботи з рятування людей. Пошуки ускладнювалися погодними умовами. Усі були знайдені та підняті на борт, але двоє померли, не приходячи до тями: капітан-лейтенант Микола Буромський, випускник гідрографічного факультету Вищого військово-морського училища імені М. В. Фрунзе та Євген Зиков, студент-практикант Ленінградського вищого інженерного морського училища імені адмірала Макарова. Їхні тіла були поховані на невеликому скелястому березі поблизу острова Хаусел. Надгробною плитою стала природна скеля з надписом «Склоните голову сюда приходящие. Они отдали жизнь в борьбе с суровой природой Антарктиды». Першим, кому повідомили про трагічну подію, був старший брат Зиков Іван Кирилович.

## Вшанування
На мапі Антарктиди з'явився острів Євгена Зикова, у місті Ніжині (Чернігівська область) — вулиця, названа його ім'ям.